# Campeonato Sul-Americano de Voleibol Masculino Sub-21 de 1990
O  Campeonato Sul-Americano de Voleibol Masculino Sub-21  de 1990  é a décima edição do Campeonato Sul-Americano de Voleibol Masculino da categoria juvenil, disputado por seleções sul-americanas e ocorrendo a cada dois anos , cuja competição é organizada pela Confederação Sul-Americana de Voleibol.

## Equipes
| - Argentina - Bolívia - Brasil - Chile - Colômbia | - Equador - Paraguai - Peru - Venezuela - Uruguai |

## Tabela Final
| Posição | Time      |
| ------- | --------- |
|         | Brasil    |
|         | Argentina |
|         | Venezuela |
| 4       | Peru      |
| 5       | Chile     |
| 6       | Equador   |
| 7       | Paraguai  |
| 8       | Uruguai   |
| 9       | Colômbia  |
| 10      | Bolívia   |